# 1916 în film
- 1915 în cinematografie — 1916 în cinematografie — 1917 în cinematografie

## Premiere românești
- Dragoste de marinar, regia Marioara Voiculescu și Constantin Radovici, film pierdut

## Premiere
Producții SUA dacă nu este menționat altceva:
- 20.000 leghe sub mări
- The Adventures of Peg o' the Ring, regizat de Francis Ford și Jacques Jaccard, cu Grace Cunard
- The Americano, cu Douglas Fairbanks
- The Battle of the Somme - (Marea Britanie)
- Behind the Screen, regizat de Charlie Chaplin, cu Chaplin și Edna Purviance
- La Bohème, de Albert Capellani
- Cenere - (Italia)

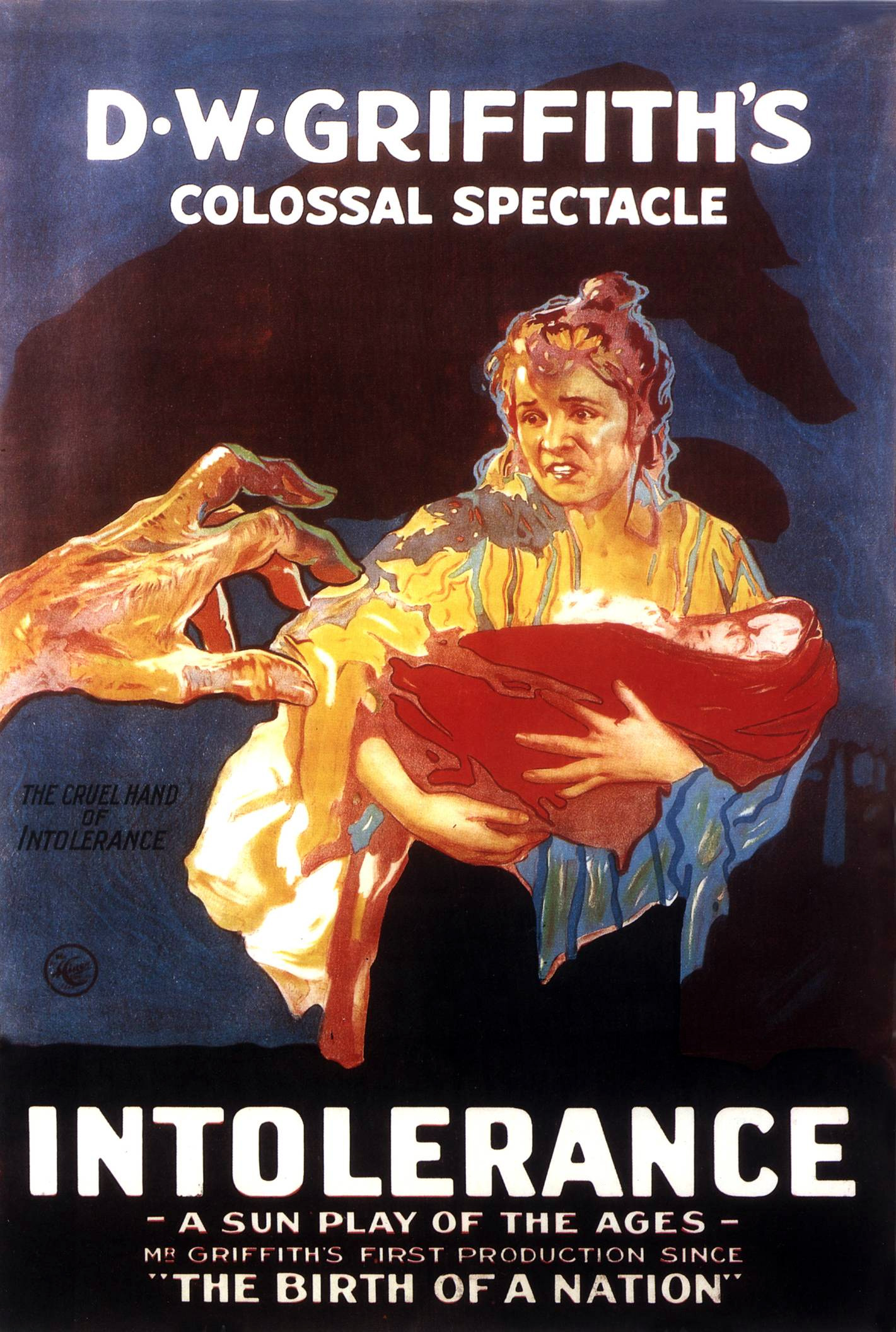
Poster

- Civilization, regizat de Reginald Barker și Thomas H. Ince, cu Howard C. Hickman și Enid Markey
- The Count, regizat de Charlie Chaplin, cu Chaplin și Edna Purviance
- The Curse of Quon Gwon
- The Danger Girl, cu Gloria Swanson și Bobby Vernon
- A Daughter of the Gods, cu Annette Kellerman
- Disraeli, regizat de Charles Calvert și Percy Nash - (Marea Britanie)
- East Is East, cu Florence Turner - (Marea Britanie)
- Farmer Al Falfa's Cat-Tastrophe, animation produced by Paul Terry
- Fatty and Mabel Adrift, regizat de / cu Roscoe "Fatty" Arbuckle
- The Floorwalker, regizat de / cu Charles Chaplin
- Frau Eva, regizat de Robert Wiene și cu Emil Jannings (Germania)
- Habit of Happiness, cu Douglas Fairbanks
- Hell's Hinges, regizat de Charles Swickard și William S. Hart, cu William S. Hart
- Hoodoo Ann, cu Mae Marsh și Robert Harron
- Hulda from Holland, cu Mary Pickford

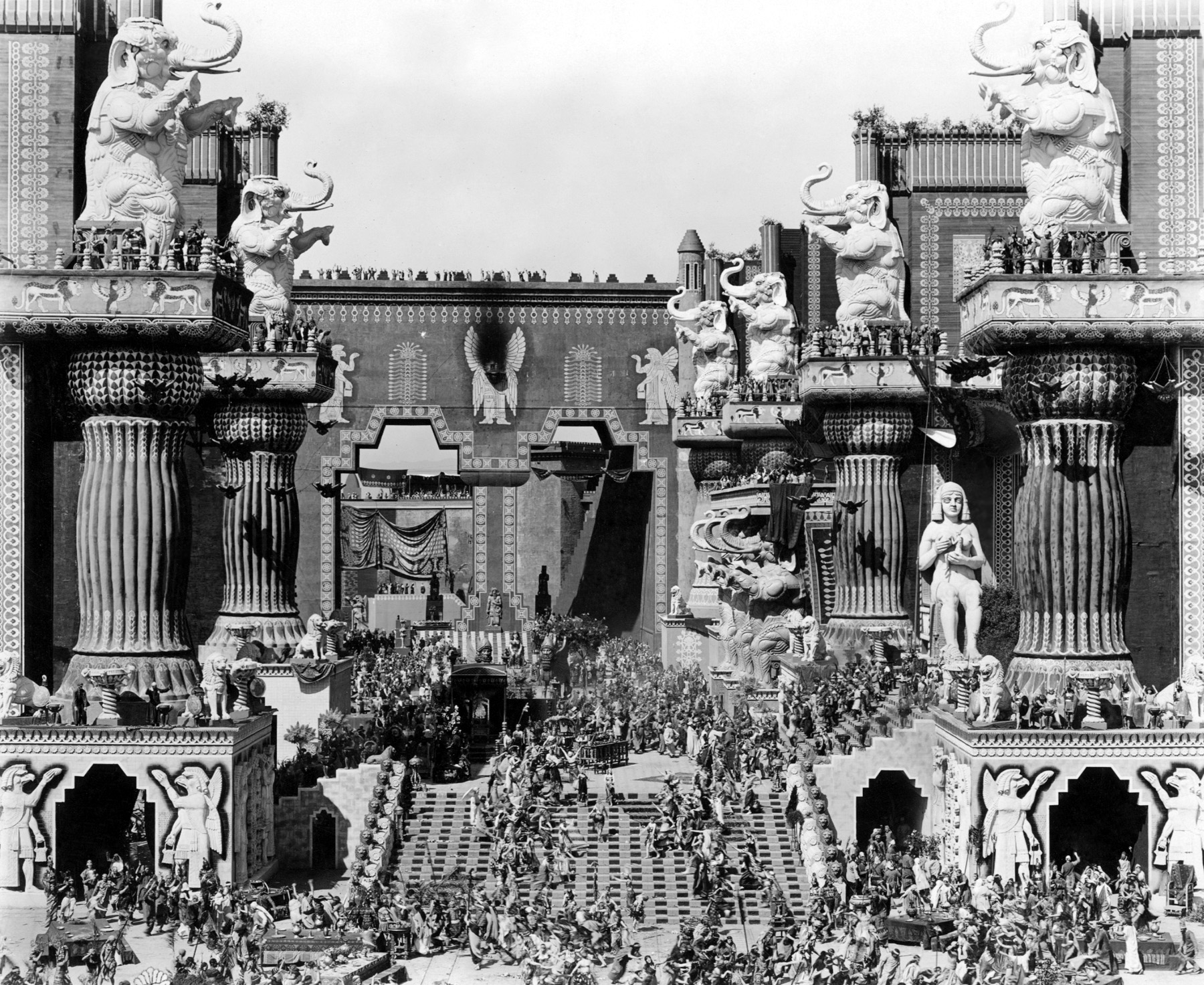
Banchetul lui Belșațar - scenă din Intolerance

- Intolerance, regizat de D.W. Griffith, cu Lillian Gish și Constance Talmadge
- Joan the Woman, regizat de Cecil B. DeMille, cu Geraldine Farrar
- Judex, regizat de Louis Feuillade, cu Musidora și René Cresté - (France)
- Lights of New York, regizat de Van Dyke Brooke, cu Leah Baird și Walter McGrail
- The Lyons Mail, regizat de Fred Paul - (Marea Britanie)
- Oliver Twist, cu Marie Doro
- One A.M., regizat de / cu Charlie Chaplin
- The Pawnshop, a Charles Chaplin short
- Police, a Charles Chaplin short with Edna Purviance și Wesley Ruggles
- The Return of Draw Egan, regizat de / cu William S. Hart
- The Rink, scurtmetraj  cu Charles Chaplin
- Sally Bishop regizat de George Pearson - (Marea Britanie)
- Sally in Our Alley regizat de Larry Trimble, cu Hilda Trevelyan, Mary Dibley, Reginald Owen - (Marea Britanie)
- Sherlock Holmes, cu William Gillette
- Snow White, cu Marguerite Clark
- Under Two Flags, cu Theda Bara
- The Vagabond, regizat de / cu Charlie Chaplin
- The Valley of Fear
- A Welsh Singer regizat de Henry Edwards, cu Edwards, Florence Turner și Campbell Gullan - (Marea Britanie)
- Where Are My Children?, regizat de Phillips Smalley și Lois Weber, cu Tyrone Power, Sr. și Juan de la Cruz
- Willard-Johnson Boxing Match

## Filmele cu cele mai mari încasări

### SUA
| Poziție | Titlu                                                                 | Încasări |
| ------- | --------------------------------------------------------------------- | -------- |
| 1.      | Intoleranță, regia D.W. Griffith, cu Lillian Gish, Constance Talmadge |          |
| 2.      | 20.000 leghe sub mări                                                 |          |
| 3.      | The Innocent Lie                                                      |          |
| 4.      | Hulda From Holland                                                    |          |

## Nașteri
- 5 aprilie - Gregory Peck (d. 2003)